# Olympische Winterspiele 2014/Skilanglauf
Skilanglauf war 2014 in Sotschi im Rahmen der XXII. Olympischen Winterspiele zum 22. Mal vertreten. Die Wettkämpfe fanden zwischen dem 8. und 23. Februar in der Wettkampfregion Krasnaja Poljana, etwa 70 km östlich von Sotschi, statt. Veranstaltungsort war das Laura Biathlon- und Skilanglaufzentrum, eine auf dem Psechako-Bergkamm (Chrebet Psechako) errichtete Anlage.
Auch die Skilangläufer sehen sich noch Jahre nach diesen Spielen in Sotschi mit dem Thema Doping befasst. Immer wieder tauchen neue Vorwürfe und Beweise für ein systematisches und vom russischen Staat gestütztes Doping verbunden mit Vertuschungsaktionen großen Stils auf. Dies hatte zur Folge, dass der russische Sport insgesamt sehr um seinen Ruf zu kämpfen hat. Große Veranstaltungen mit russischen Austragungsorten wurden anderswohin verlegt, es gab weltweit Sperren für russische Sportler, insgesamt spielte sich ein Dopingskandal bisher nicht gekannten Ausmaßes ab. Weitreichende Probleme gibt es auch mit der Nachnutzung erbauter Sportstätten, mit Eingriffen in die Natur und hinsichtlich dem, was für die Menschen in Sotschi selber übrigbleibt.

## Bilanz

### Medaillenspiegel
| Platz | Land        | Gold | Silber | Bronze | Gesamt |
| ----- | ----------- | ---- | ------ | ------ | ------ |
| 1     | Norwegen    | 5    | 2      | 4      | 11     |
| 2     | Schweden    | 2    | 5      | 4      | 11     |
| 3     | Schweiz     | 2    | –      | –      | 2      |
| 4     | Russland    | 1    | 3      | 1      | 5      |
| 5     | Finnland    | 1    | 2      | –      | 3      |
| 6     | Polen       | 1    | –      | –      | 1      |
| 7     | Deutschland | –    | –      | 1      | 1      |
| 7     | Frankreich  | –    | –      | 1      | 1      |
| 7     | Slowenien   | –    | –      | 1      | 1      |

### Medaillengewinner
| Konkurrenz           | Gold                                                          | Silber                                                                       | Bronze                                                                         |
| -------------------- | ------------------------------------------------------------- | ---------------------------------------------------------------------------- | ------------------------------------------------------------------------------ |
| Sprint Freistil      | Ola Vigen Hattestad                                           | Teodor Peterson                                                              | Emil Jönsson                                                                   |
| Teamsprint klassisch | Sami Jauhojärvi, Iivo Niskanen                                | Nikita Krjukow, Maxim Wylegschanin                                           | Emil Jönsson, Teodor Peterson                                                  |
| 15 km klassisch      | Dario Cologna                                                 | Johan Olsson                                                                 | Daniel Rickardsson                                                             |
| 30 km Skiathlon      | Dario Cologna                                                 | Marcus Hellner                                                               | Martin Johnsrud Sundby                                                         |
| 50 km Massenstart    | Alexander Legkow                                              | Maxim Wylegschanin                                                           | Ilja Tschernoussow                                                             |
| 4 × 10 km Staffel    | Marcus Hellner, Lars Nelson, Johan Olsson, Daniel Rickardsson | Alexander Bessmertnych, Dmitri Japarow, Alexander Legkow, Maxim Wylegschanin | Robin Duvillard, Jean-Marc Gaillard, Maurice Manificat, Ivan Perrillat Boiteux |

| Konkurrenz           | Gold                                                       | Silber                                                                  | Bronze                                                          |
| -------------------- | ---------------------------------------------------------- | ----------------------------------------------------------------------- | --------------------------------------------------------------- |
| Sprint Freistil      | Maiken Caspersen Falla                                     | Ingvild Flugstad Østberg                                                | Vesna Fabjan                                                    |
| Teamsprint klassisch | Marit Bjørgen, Ingvild Flugstad Østberg                    | Kerttu Niskanen, Aino-Kaisa Saarinen                                    | Ida Ingemarsdotter, Stina Nilsson                               |
| 10 km klassisch      | Justyna Kowalczyk                                          | Charlotte Kalla                                                         | Therese Johaug                                                  |
| 15 km Skiathlon      | Marit Bjørgen                                              | Charlotte Kalla                                                         | Heidi Weng                                                      |
| 30 km Massenstart    | Marit Bjørgen                                              | Therese Johaug                                                          | Kristin Størmer Steira                                          |
| 4 × 5 km Staffel     | Anna Haag, Ida Ingemarsdotter, Charlotte Kalla, Emma Wikén | Anne Kyllönen, Krista Lähteenmäki, Kerttu Niskanen, Aino-Kaisa Saarinen | Stefanie Böhler, Denise Herrmann, Nicole Fessel, Claudia Nystad |

## Ergebnisse Männer

### Sprint Freistil
| Platz | Land | Sportler             | Zeit (min)   |
| ----- | ---- | -------------------- | ------------ |
| 1     | NOR  | Ola Vigen Hattestad  | 3:38,39 (F)  |
| 2     | SWE  | Teodor Peterson      | 3:39,61 (F)  |
| 3     | SWE  | Emil Jönsson         | 3:58,13 (F)  |
| 4     | NOR  | Anders Gløersen      | 4:02,05 (F)  |
| 5     | RUS  | Sergei Ustjugow      | 4:32,48 (F)  |
| 6     | SWE  | Marcus Hellner       | 5:24,31 (F)  |
| 7     | AUT  | Bernhard Tritscher   | 3:37,64 (HF) |
| 8     | RUS  | Alexei Petuchow      | 3:37,89 (HF) |
| 9     | NOR  | Eirik Brandsdal      | 3:37,09 (HF) |
| 10    | NOR  | Petter Northug       | 3:54,28 (HF) |
|       |      |                      |              |
| 20    | GER  | Tim Tscharnke        | 3:46,81 (VF) |
| 22    | SUI  | Jöri Kindschi        | 3:47,94 (VF) |
| 23    | AUT  | Harald Wurm          | 3:38,32 (VF) |
| 26    | SUI  | Dario Cologna        | 4:39,69 (VF) |
| 31    | GER  | Josef Wenzl          | 3:38,10 (Q)  |
| 32    | GER  | Thomas Bing          | 3:38,30 (Q)  |
| 35    | GER  | Sebastian Eisenlauer | 3:39,00 (Q)  |
| 46    | AUT  | Max Hauke            | 3:41,55 (Q)  |
| 47    | SUI  | Jovian Hediger       | 3:42,34 (Q)  |
| 83    | SUI  | Roman Schaad         | 4:56,63 (Q)  |

Datum: 11. Februar 2014, 14:25 Uhr (Qualifikation), 19:00 Uhr (Finale) 

Streckenlänge: 1800 m; Höhenunterschied: 35 m; Maximalanstieg: 32 m; Totalanstieg: 62 m 

86 Teilnehmer aus 40 Ländern, davon 85 in der Wertung.
F = Finale; HF = Halbfinale; VF = Qualifikation; Q = Qualifikation

### Teamsprint klassisch
| Platz | Land | Sportler                             | Zeit (min) |
| ----- | ---- | ------------------------------------ | ---------- |
| 1     | FIN  | Sami Jauhojärvi Iivo Niskanen        | 23:14,89   |
| 2     | RUS  | Nikita Krjukow Maxim Wylegschanin    | 23:15,86   |
| 3     | SWE  | Emil Jönsson Teodor Peterson         | 23:30,01   |
| 4     | NOR  | Ola Vigen Hattestad Petter Northug   | 23:33,55   |
| 5     | SUI  | Dario Cologna Gianluca Cologna       | 23:35,90   |
| 6     | USA  | Simeon Hamilton Erik Bjornsen        | 23:49,95   |
| 7     | GER  | Hannes Dotzler Tim Tscharnke         | 23:57,02   |
| 8     | KAZ  | Alexei Poltoranin Nikolai Tschebotko | 24:01,38   |
| 9     | CZE  | Martin Jakš Aleš Razým               | 24:01,83   |
| 10    | FRA  | Jean-Marc Gaillard Cyril Miranda     | DNS        |
|       |      |                                      |            |
| 17    | AUT  | Max Hauke Harald Wurm                | 25:01,23   |

Datum: 19. Februar 2014, 16:15 Uhr 

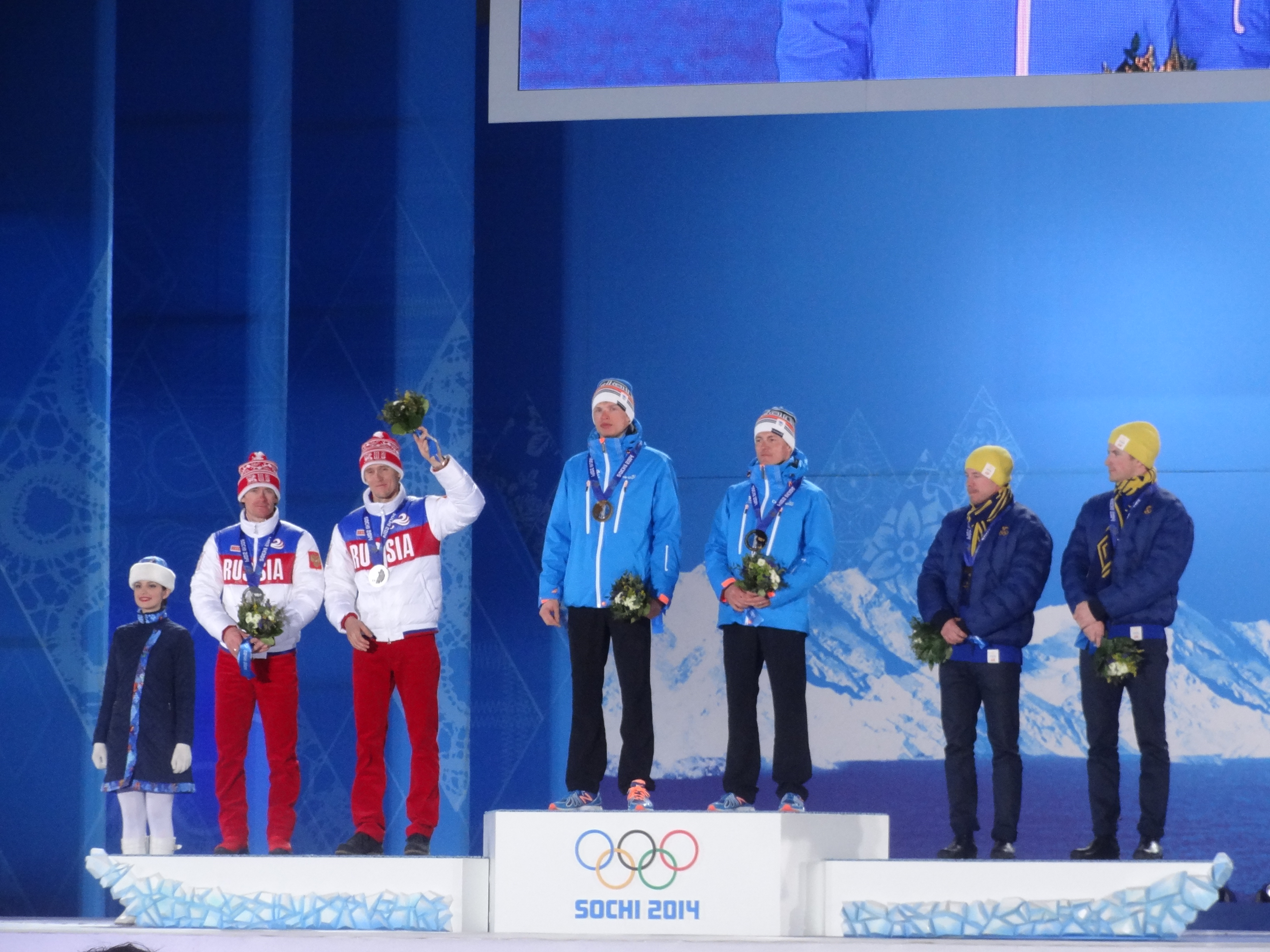
Medaillenzeremonie für die Sieger des Teamsprints

Streckenlänge: 1800 m; Höhenunterschied: 35 m; Maximalanstieg: 32 m; Totalanstieg: 62 m 

46 Teilnehmer aus 23 Ländern, davon 42 in der Wertung.
Der russische Olympiazweite Maxim Wylegschanin wurde im November 2017 nachträglich aufgrund der Erkenntnisse des McLaren-Reports disqualifiziert und hätte seine Medaille abgeben müssen. Er legte beim Internationalen Sportgerichtshof Rekurs ein und erhielt die Medaille wieder zugesprochen, da die Disqualifikation ohne rechtliche Grundlage erfolgt war.

### 15 km klassisch
| Platz | Land | Sportler               | Zeit (min) |
| ----- | ---- | ---------------------- | ---------- |
| 1     | SUI  | Dario Cologna          | 38:29,7    |
| 2     | SWE  | Johan Olsson           | 38:58,2    |
| 3     | SWE  | Daniel Rickardsson     | 39:08,5    |
| 4     | FIN  | Iivo Niskanen          | 39:08,7    |
| 5     | CZE  | Lukáš Bauer            | 39:28,6    |
| 6     | NOR  | Chris Jespersen        | 39:30,6    |
| 7     | RUS  | Alexander Bessmertnych | 39:37,7    |
| 8     | GER  | Axel Teichmann         | 39:42,4    |
| 9     | KAZ  | Alexei Poltoranin      | 39:43,2    |
| 10    | SWE  | Marcus Hellner         | 39:46,9    |
| 11    | GER  | Hannes Dotzler         | 39:49,9    |
|       |      |                        |            |
| 14    | GER  | Jens Filbrich          | 40:08,5    |
| 22    | SUI  | Curdin Perl            | 40:27,8    |
| 24    | SUI  | Jonas Baumann          | 40:33,2    |
| 26    | GER  | Tim Tscharnke          | 40:41,3    |
| 27    | LIE  | Philipp Hälg           | 40:41,5    |
| 57    | AUT  | Max Hauke              | 43:23,4    |

Datum: 14. Februar 2014, 14:00 Uhr 

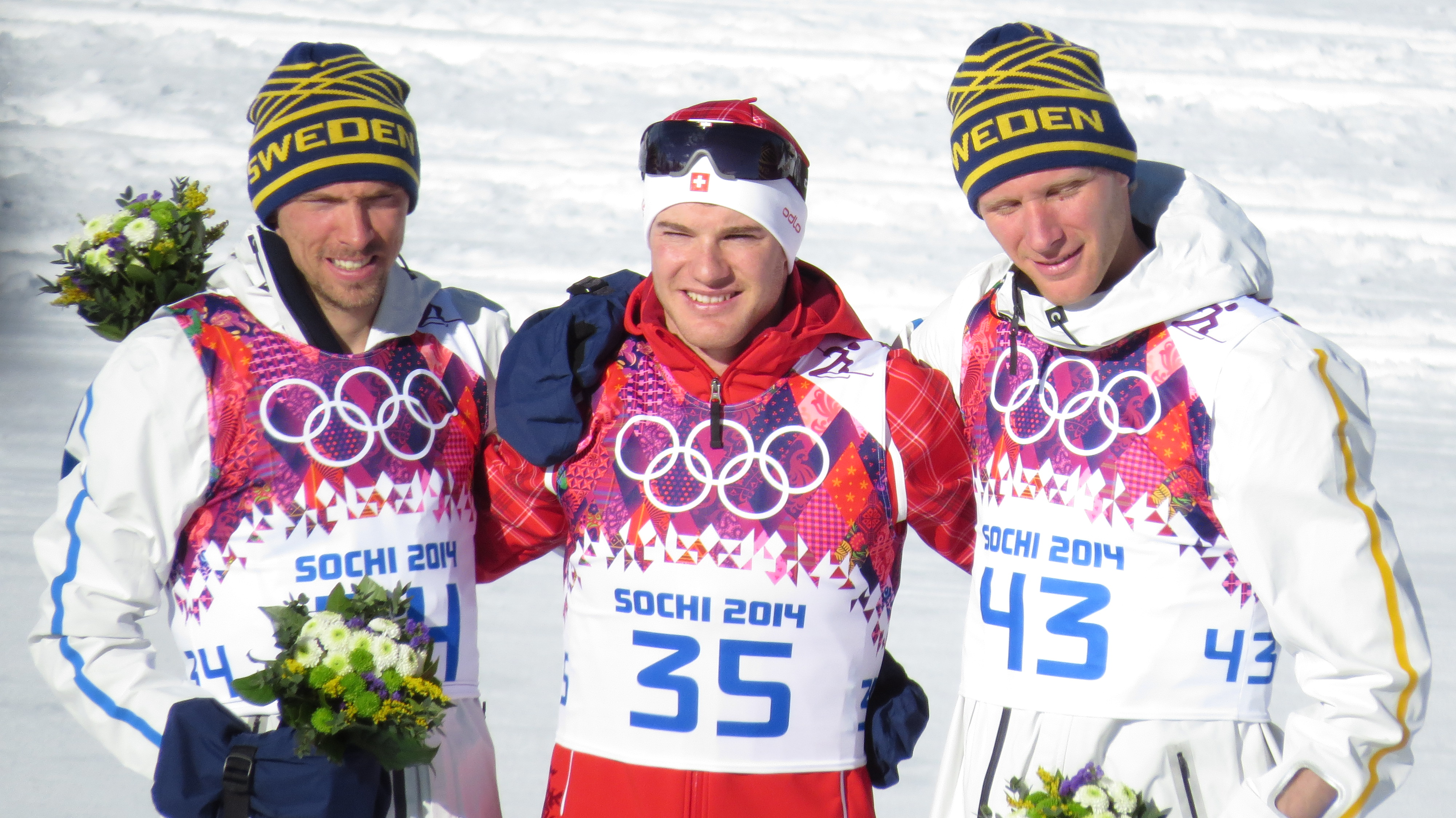
Blumenzeremonie für die Gewinner des 15-km-Rennens

Höhenunterschied: 90 m; Maximalanstieg: 56 m; Totalanstieg: 544 m 

91 Teilnehmer aus 45 Ländern, davon 87 in der Wertung.

### 30 km Skiathlon
| Platz | Land | Sportler               | Zeit (h)  |
| ----- | ---- | ---------------------- | --------- |
| 1     | SUI  | Dario Cologna          | 1:08:15,4 |
| 2     | SWE  | Marcus Hellner         | 1:08:15,8 |
| 3     | NOR  | Martin Johnsrud Sundby | 1:08:16,8 |
| 4     | RUS  | Maxim Wylegschanin     | 1:08,16,9 |
| 5     | RUS  | Ilja Tschernoussow     | 1:08:29,0 |
| 6     | FRA  | Jean-Marc Gaillard     | 1:08:29,8 |
| 7     | SWE  | Daniel Rickardsson     | 1:08:31,7 |
| 8     | FRA  | Maurice Manificat      | 1:08:33,6 |
| 9     | SWE  | Lars Nelson            | 1:08:37,7 |
| 10    | RUS  | Alexander Legkow       | 1:08,43,1 |
|       |      |                        |           |
| 12    | GER  | Hannes Dotzler         | 1:08:44,8 |
| 14    | GER  | Tobias Angerer         | 1:08:49,7 |
| 22    | GER  | Axel Teichmann         | 1:10:13,3 |
| 26    | SUI  | Curdin Perl            | 1:10:22,4 |
| 28    | SUI  | Jonas Baumann          | 1:10:52,3 |
| 36    | GER  | Thomas Bing            | 1:11:32,9 |
| 42    | LIE  | Philipp Hälg           | 1:12:47,8 |

Datum: 9. Februar 2014, 14:00 Uhr 

Höhenunterschied: 35 m (K) / 87 m (F); Maximalanstieg: 42 m (K) / 56 m (F); Totalanstieg: 560 m (K) / 516 m (F) 

68 Teilnehmer aus 30 Ländern, davon 67 in der Wertung.
Die beiden Russen Maxim Wylegschanin und Alexander Legkow wurden im November 2017 nachträglich aufgrund der Erkenntnisse des McLaren-Reports disqualifiziert. Sie legten beim Internationalen Sportgerichtshof Rekurs ein und erhielten im Februar 2017 Recht, da die Disqualifikationen ohne rechtliche Grundlage erfolgt waren.
Beim ursprünglich sechstplatzierten Österreicher Johannes Dürr konnte mit einem Dopingtest die Verwendung von EPO nachgewiesen werden. Die FIS sperrte ihn im Juni 2014 für zwei Jahre und strich sämtliche Ergebnisse der Saison 2013/14.

### 50 km Massenstart Freistil
| Platz | Land | Sportler               | Zeit (h)  |
| ----- | ---- | ---------------------- | --------- |
| 1     | RUS  | Alexander Legkow       | 1:46:55,2 |
| 2     | RUS  | Maxim Wylegschanin     | 1:46:56,0 |
| 3     | RUS  | Ilja Tschernoussow     | 1:46:56,0 |
| 4     | NOR  | Martin Johnsrud Sundby | 1:46:56,2 |
| 5     | BLR  | Sjarhej Dalidowitsch   | 1:47:09,5 |
| 6     | FRA  | Robin Duvillard        | 1:47:10,1 |
| 7     | SWE  | Anders Södergren       | 1:47:13,0 |
| 8     | SWE  | Daniel Rickardsson     | 1:47:19,6 |
| 9     | SWE  | Johan Olsson           | 1:47:27,3 |
| 10    | FIN  | Iivo Niskanen          | 1:47:27,5 |
|       |      |                        |           |
| 12    | SUI  | Curdin Perl            | 1:47:31,3 |
| 22    | SUI  | Remo Fischer           | 1:47:44,2 |
| 24    | AUT  | Bernhard Tritscher     | 1:47:51,7 |
| 27    | SUI  | Dario Cologna          | 1:48:21,6 |
| 30    | SUI  | Toni Livers            | 1:48:49,9 |
| 36    | GER  | Thomas Bing            | 1:49:56,1 |
| 39    | GER  | Axel Teichmann         | 1:51:03,4 |
| 40    | GER  | Arnd Peiffer           | 1:51:31,5 |
| 42    | GER  | Erik Lesser            | 1:51:55,8 |

Datum: 23. Februar 2014, 11:00 Uhr 

Höhenunterschied: 90 m; Maximalanstieg: 56 m; Totalanstieg: 1790 m 

64 Teilnehmer aus 25 Ländern, davon 60 in der Wertung.
Der russische Olympiasieger Alexander Legkow wurde im November 2017 aufgrund der Erkenntnisse des McLaren-Reports nachträglich disqualifiziert. Er legte beim Internationalen Sportgerichtshof Rekurs ein und erhielt im Februar 2018 Recht, da die Disqualifikation ohne rechtliche Grundlage erfolgt war.

### 4 × 10 km Staffel
| Platz | Land / Sportler                                                                        | Zeit                                                        |
| ----- | -------------------------------------------------------------------------------------- | ----------------------------------------------------------- |
| 1     | Schweden Lars Nelson Daniel Rickardsson Johan Olsson Marcus Hellner                    | 1:28:42,0 h 23:16,5 min 22:59,6 min 21:00,4 min 21:25,5 min |
| 2     | Russland Dmitri Japarow Alexander Bessmertnych Alexander Legkow Maxim Wylegschanin     | 1:29:09,3 h 23:43,8 min 23:13,6 min 20:33,4 min 21:38,5 min |
| 3     | Frankreich Jean-Marc Gaillard Maurice Manificat Robin Duvillard Ivan Perrillat Boiteux | 1:29:13,9 h 23:26,1 min 23:13,6 min 20:55,4 min 21:38,8 min |
| 4     | Norwegen Eldar Rønning Chris Jespersen Martin Johnsrud Sundby Petter Northug           | 1:29:51,7 h 23:42,8 min 23:36,1 min 20:56,8 min 21:36,0 min |
| 5     | Italien Dietmar Nöckler Giorgio Di Centa Roland Clara David Hofer                      | 1:30:04,7 h 23:41,5 min 23:16,3 min 21:00,4 min 22:06,5 min |
| 6     | Finnland Sami Jauhojärvi Iivo Niskanen Lari Lehtonen Matti Heikkinen                   | 1:30:28,4 h 23:16,8 min 22:59,3 min 22:09,7 min 22:02,6 min |
| 7     | Schweiz Curdin Perl Jonas Baumann Remo Fischer Toni Livers                             | 1:30:33,8 h 23:38,0 min 23:34,0 min 21:49,1 min 21:32,7 min |
| 8     | Tschechien Aleš Razým Lukáš Bauer Martin Jakš Dušan Kožíšek                            | 1:30:36,8 h 23:43,5 min 22:49,9 min 21:25,2 min 22:38,2 min |
| 9     | Deutschland Jens Filbrich Axel Teichmann Tobias Angerer Hannes Dotzler                 | 1:31:18,8 h 23:53,3 min 23:18,5 min 21:32,9 min 22:34,1 min |
| 10    | Estland Karel Tammjärv Algo Kärp Aivar Rehemaa Raido Ränkel                            | 1:32:52,6 h                                                 |
| 11    | USA Andrew Newell Erik Bjornsen Noah Hoffman Simeon Hamilton                           | 1:33:15,1 h                                                 |
| 12    | Kanada Len Väljas Ivan Babikov Graeme Killick Jesse Cockney                            | 1:33:19,0 h                                                 |
| 13    | Kasachstan Denis Wolotka Sergei Tscherepanow Jewgeni Welitschko Mark Starostin         | 1:34:11,9 h                                                 |
| 14    | Belarus Michail Sjamjonau Aljaksandr Lasutkin Aljaksej Iwanou Sjarhej Dalidowitsch     | 1:34:40,1 h                                                 |
| 15    | Polen Maciej Kreczmer Sebastian Gazurek Maciej Staręga Jan Antolec                     | 1:35:46,5 h                                                 |
| 16    | Japan Hiroyuki Miyazawa Keishin Yoshida Nobu Naruse Akira Lenting                      |                                                             |

Datum: 16. Februar 2014, 14:00 Uhr 

Höhenunterschied: 35 m; Maximalanstieg: 32 m; Totalanstieg: 357 m 

16 Staffeln am Start, davon 15 in der Wertung.
Aufgrund der Erkenntnisse des McLaren-Reports wurden Alexander Legkow und Maxim Wylegschanin im November 2017 disqualifiziert, wodurch die russischen Staffel ihre Silbermedaille zunächst verlor. Die betroffenen Sportler legten beim Internationalen Sportgerichtshof Rekurs ein und erhielten im Februar 2018 recht, woraufhin die russische Staffel die Medaillen behalten konnte. Die Staffel aus Japan wurde nach einer Überrundung aus dem Rennen genommen.

## Ergebnisse Frauen

### Sprint Freistil
| Platz | Land | Sportlerin                 | Zeit (min)   |
| ----- | ---- | -------------------------- | ------------ |
| 1     | NOR  | Maiken Caspersen Falla     | 2:35,49 (F)  |
| 2     | NOR  | Ingvild Flugstad Østberg   | 2:35,87 (F)  |
| 3     | SLO  | Vesna Fabjan               | 2:35,89 (F)  |
| 4     | NOR  | Astrid Uhrenholdt Jacobsen | 2:37,31 (F)  |
| 5     | SWE  | Ida Ingemarsdotter         | 2:42,04 (F)  |
| 6     | USA  | Sophie Caldwell            | 2:47,75 (F)  |
| 7     | ITA  | Gaia Vuerich               | 2:36,87 (HF) |
| 8     | GER  | Denise Herrmann            | 2:36,94 (HF) |
| 9     | SLO  | Katja Višnar               | 2:37,76 (HF) |
| 10    | SWE  | Stina Nilsson              | 2:36,42 (HF) |
|       |      |                            |              |
| 21    | SUI  | Laurien van der Graaff     | 2:37,95 (VF) |
| 29    | GER  | Hanna Kolb                 | 2:38,43 (VF) |
| 30    | GER  | Lucia Anger                | 2:40,22 (Q)  |
| 34    | GER  | Claudia Nystad             | 2:41,13 (Q)  |
| 52    | AUT  | Nathalie Schwarz           | 2:49,54 (Q)  |

Datum: 11. Februar 2014, 14:00 Uhr (Qualifikation), 16:00 Uhr (Finale) 

Streckenlänge: 1250 m; Höhenunterschied: 23 m; Maximalanstieg: 21 m; Totalanstieg: 31 m 

67 Teilnehmerinnen aus 31 Ländern, davon 66 in der Wertung.
F = Finale; HF = Halbfinale; VF = Viertelfinale; Q = Qualifikation

### Teamsprint klassisch
| Platz | Land | Sportlerinnen                          | Zeit (min) |
| ----- | ---- | -------------------------------------- | ---------- |
| 1     | NOR  | Marit Bjørgen Ingvild Flugstad Østberg | 16:04,05   |
| 2     | FIN  | Kerttu Niskanen Aino-Kaisa Saarinen    | 16:13,14   |
| 3     | SWE  | Ida Ingemarsdotter Stina Nilsson       | 16:23,82   |
| 4     | GER  | Stefanie Böhler Denise Herrmann        | 16:24,97   |
| 5     | POL  | Sylwia Jaśkowiec Justyna Kowalczyk     | 16:35,54   |
| 6     | SUI  | Seraina Boner Bettina Gruber           | 16:45,47   |
| 7     | USA  | Sophie Caldwell Kikkan Randall         | 16:48,08   |
| 8     | AUT  | Kateřina Smutná Teresa Stadlober       | 16:49,16   |
| 9     | SLO  | Alenka Čebašek Katja Višnar            | 16:57,98   |
| 10    | CAN  | Daria Gaiazova Perianne Jones          | 17:09,13   |

Datum: 19. Februar 2014, 15:45 Uhr
Streckenlänge: 1250 m; Höhenunterschied: 23 m; Maximalanstieg: 31 m; Totalanstieg: 31 m
32 Teilnehmerinnen aus 16 Ländern, davon 30 in der Wertung.
Die ursprünglich sechstplatzierte russische Paarung Anastassija Dozenko / Julija Iwanowa wurde nachträglich wegen Dopingvergehen beider Athletinnen disqualifiziert.

### 10 km klassisch
| Platz | Land | Sportlerin          | Zeit (min) |
| ----- | ---- | ------------------- | ---------- |
| 1     | POL  | Justyna Kowalczyk   | 28:17,8    |
| 2     | SWE  | Charlotte Kalla     | 28:36,2    |
| 3     | NOR  | Therese Johaug      | 28:46,1    |
| 4     | FIN  | Aino-Kaisa Saarinen | 28:48,1    |
| 5     | NOR  | Marit Bjørgen       | 28:51,2    |
| 6     | GER  | Stefanie Böhler     | 29:04,3    |
| 7     | RUS  | Natalja Schukowa    | 29:15,5    |
| 8     | FIN  | Kerttu Niskanen     | 29:16,7    |
| 9     | NOR  | Heidi Weng          | 29:28,2    |
| 10    | FIN  | Krista Lähteenmäki  | 29:36,0    |
|       |      |                     |            |
| 20    | AUT  | Kateřina Smutná     | 30:13,6    |
| 21    | GER  | Nicole Fessel       | 30:27,0    |
| 23    | GER  | Katrin Zeller       | 30:38,5    |
| 36    | AUT  | Nathalie Schwarz    | 31:23,2    |
| 45    | AUT  | Veronika Mayerhofer | 31:59.6    |

Datum: 13. Februar 2014, 14:00 Uhr 

Höhenunterschied: 51 m (K) / 87 m (F); Maximalanstieg: 51 m (K) / 56 m (F); Totalanstieg: 186 m (K) / 172 m (F) 

75 Teilnehmerinnen aus 38 Ländern, davon 73 in der Wertung.

### 15 km Skiathlon
| Platz | Land | Sportlerin          | Zeit (min) |
| ----- | ---- | ------------------- | ---------- |
| 1     | NOR  | Marit Bjørgen       | 38:33,6    |
| 2     | SWE  | Charlotte Kalla     | 38:35,4    |
| 3     | NOR  | Heidi Weng          | 38:46,8    |
| 4     | NOR  | Therese Johaug      | 38:48,2    |
| 5     | FIN  | Aino-Kaisa Saarinen | 38:48,9    |
| 6     | POL  | Justyna Kowalczyk   | 39:29,7    |
| 7     | FIN  | Kerttu Niskanen     | 39:35,3    |
| 8     | USA  | Jessie Diggins      | 40:05,5    |
| 9     | SWE  | Emma Wikén          | 40:07,2    |
| 10    | JPN  | Masako Ishida       | 40:08,3    |
|       |      |                     |            |
| 14    | GER  | Nicole Fessel       | 40:11,4    |
| 25    | GER  | Katrin Zeller       | 40:49,7    |
| 34    | GER  | Stefanie Böhler     | 41:20,0    |
| 36    | AUT  | Teresa Stadlober    | 41:38,8    |
| 43    | GER  | Claudia Nystad      | 42:08,8    |
| 45    | AUT  | Kateřina Smutná     | 42:32,8    |

Datum: 8. Februar 2014, 14:00 Uhr 

Höhenunterschied: 35 m (K) / 87 m (F); Maximalanstieg: 42 m (K) / 56 m (F); Totalanstieg: 280 m (K) / 284 m (F) 

61 Teilnehmerinnen aus 24 Ländern, davon 60 in der Wertung.

### 30 km Massenstart Freistil
| Platz | Land | Sportlerin             | Zeit (h)  |
| ----- | ---- | ---------------------- | --------- |
| 1     | NOR  | Marit Bjørgen          | 1:11:05,2 |
| 2     | NOR  | Therese Johaug         | 1:11:07,8 |
| 3     | NOR  | Kristin Størmer Steira | 1:11:28,8 |
| 4     | FIN  | Kerttu Niskanen        | 1:12:26,9 |
| 5     | CZE  | Eva Vrabcová-Nývltová  | 1:12:27,1 |
| 6     | FRA  | Aurore Jéan            | 1:12:27,5 |
| 7     | FRA  | Coraline Hugue         | 1:12:29,5 |
| 8     | SWE  | Emma Wikén             | 1:12:31,6 |
| 9     | SUI  | Seraina Boner          | 1:12:35,0 |
| 10    | ESP  | Laura Orgué            | 1:12:37,3 |
|       |      |                        |           |
| 12    | GER  | Katrin Zeller          | 1:12:41,4 |
| 20    | AUT  | Teresa Stadlober       | 1:13:50,1 |

Datum: 22. Februar 2014, 13:30 Uhr 

Höhenunterschied: 87 m; Maximalanstieg: 56 m; Totalanstieg: 284 m 

57 Teilnehmerinnen aus 24 Ländern, davon 54 in der Wertung.

### 4 × 5 km Staffel
| Platz | Land / Sportlerinnen                                                                 | Zeit (min)                              |
| ----- | ------------------------------------------------------------------------------------ | --------------------------------------- |
| 1     | Schweden Ida Ingemarsdotter Emma Wikén Anna Haag Charlotte Kalla                     | 53:02,7 14:09,8 12:40,2 12:10,4 14:02,3 |
| 2     | Finnland Anne Kyllönen Aino-Kaisa Saarinen Kerttu Niskanen Krista Lähteenmäki        | 53:03,2 13:51,3 14:21,2 12:14,1 12:36,6 |
| 3     | Deutschland Nicole Fessel Stefanie Böhler Claudia Nystad Denise Herrmann             | 53:03,6 13:59,9 14:13,4 12:19,1 12:31,2 |
| 4     | Frankreich Aurore Jéan Célia Aymonier Anouk Faivre-Picon Coraline Hugue              | 53:47,7 12:47,3 12:34,5 14:12,1 14:13,8 |
| 5     | Norwegen Heidi Weng Therese Johaug Astrid Uhrenholdt Jacobsen Marit Bjørgen          | 53:56,3 12:56,3 12:34,5 14:13,5 14:12,0 |
| 6     | Polen Kornelia Kubińska Justyna Kowalczyk Sylwia Jaśkowiec Paulina Maciuszek         | 54:38,9 13:47,7 12:34,2 14:37,4 13:39,6 |
| 7     | USA Kikkan Randall Elizabeth Stephen Sadie Bjornsen Jessie Diggins                   | 55:33,4 14:45,2 12:44,2 14:31,8 13:32,2 |
| 8     | Tschechien Eva Vrabcová-Nývltová Karolína Grohová Petra Nováková Klára Moravcová     | 56:29,8                                 |
| 9     | Slowenien Alenka Čebašek Katja Višnar Barbara Jezeršek Vesna Fabjan                  | 56:37,0                                 |
| 10    | Ukraine Tetjana Antypenko Walentyna Schewtschenko Maryna Anzybor Kateryna Hryhorenko | 56:56,1                                 |
| 11    | Österreich Kateřina Smutná Nathalie Schwarz Teresa Stadlober Veronika Mayerhofer     | 57:04,7 13:58,9 14:20,3 13:08,7 15:36,8 |
| 12    | Kanada Perianne Jones Daria Gaiazova Emily Nishikawa Brittany Webster                | 59:13,6                                 |
| DSQ   | Russland Julija Iwanowa Olga Kusjukowa Natalja Schukowa Julija Tschekaljowa          | (54:06,3)                               |
| DSQ   | Italien Virginia De Martin Topranin Elisa Brocard Marina Piller Ilaria Debertolis    | (55:19,9)                               |

Datum: 15. Februar 2014, 14:00 Uhr 

Höhenunterschied: 32 m; Maximalanstieg: 32 m; Totalanstieg: 176 m 

14 Staffeln am Start, 12 in der Wertung.
Die russische und die italienische Staffel wurden wegen Dopingvergehen disqualifiziert.